# Rajd Asturii 2011
Rajd Asturii 2011 (48. Rally Principe de Asturias) – 48 edycja rajdu samochodowego Rajd Asturii rozgrywanego w Hiszpanii. Rozgrywany był od 8 do 10 września 2011 roku. Bazą rajdu była miejscowość Oviedo. Była to ósma runda Rajdowych Mistrzostw Europy w roku 2011 oraz siódma runda Rajdowych Mistrzostw Hiszpanii. Składał się z 13 odcinków specjalnych.

## Zwycięzcy odcinków specjalnych[2]
| Dzień     | OS   | Nazwa                  | Długość  | Zwycięzca           | Czas    | Śred. prędkość | Lider rajdu         |
| --------- | ---- | ---------------------- | -------- | ------------------- | ------- | -------------- | ------------------- |
| 1 (9 IX)  | SS1  | Siero 1                | 14,70 km | Miguel Ángel Fuster | 8:40.6  | 101.7 km/h     | Miguel Ángel Fuster |
| 1 (9 IX)  | SS2  | Morcín 1               | 24,94 km | Miguel Ángel Fuster | 15:33.9 | 96.1 km/h      | Miguel Ángel Fuster |
| 1 (9 IX)  | SS3  | Corvera 1              | 14,88 km | Miguel Ángel Fuster | 9:45.4  | 91.5 km/h      | Miguel Ángel Fuster |
| 1 (9 IX)  | SS4  | Siero 2                | 14,70 km | Miguel Ángel Fuster | 8:33.6  | 103.0 km/h     | Miguel Ángel Fuster |
| 1 (9 IX)  | SS5  | Morcín 2               | 24,94 km | Miguel Ángel Fuster | 15:33.4 | 96.2 km/h      | Miguel Ángel Fuster |
| 1 (9 IX)  | SS6  | Corvera 2              | 14,88 km | Miguel Ángel Fuster | 9:40.4  | 92.3 km/h      | Miguel Ángel Fuster |
| 2 (10 IX) | SS7  | Gijón 1                | 14,62 km | Miguel Ángel Fuster | 8:35.8  | 102.0 km/h     | Miguel Ángel Fuster |
| 2 (10 IX) | SS8  | Villaviciosa-Colunga 1 | 29,36 km | Miguel Ángel Fuster | 20:31.5 | 85.8 km/h      | Miguel Ángel Fuster |
| 2 (10 IX) | SS9  | Comarca de la Sidra 1  | 11,52 km | Alberto Hevia       | 7:15.7  | 95.2 km/h      | Miguel Ángel Fuster |
| 2 (10 IX) | SS10 | Gijón 2                | 14,62 km | Miguel Ángel Fuster | 8:26.7  | 103.9 km/h     | Miguel Ángel Fuster |
| 2 (10 IX) | SS11 | Comarca de la Sidra 2  | 11,52 km | Alberto Hevia       | 7:05.4  | 97.5 km/h      | Miguel Ángel Fuster |
| 2 (10 IX) | SS12 | Villaviciosa-Colunga 2 | 29,36 km | Alberto Hevia       | 20:23.6 | 86.4 km/h      | Miguel Ángel Fuster |
| 2 (10 IX) | SS13 | Comarca de la Sidra 3  | 11,52 km | Alberto Hevia       | 7:05.1  | 97.6 km/h      | Miguel Ángel Fuster |

## Klasyfikacja rajdu
| Miejsce                           | Kierowca               | Pilot                  | Samochód                | Czas                   | Strata                 |                        |
| Klasyfikacja generalna            | Klasyfikacja generalna | Klasyfikacja generalna | Klasyfikacja generalna  | Klasyfikacja generalna | Klasyfikacja generalna | Klasyfikacja generalna |
| --------------------------------- | ---------------------- | ---------------------- | ----------------------- | ---------------------- | ---------------------- | ---------------------- |
| 1.                                | Miguel Ángel Fuster    | Ignacio Aviño          | Porsche 911 GT3         | 2:27:49.5              | 0.0                    |                        |
| 2.                                | Alberto Hevia          | Alberto Iglesias Pin   | Škoda Fabia S2000       | 2:28:16.20             | +26.7                  |                        |
| 3.                                | Xevi Pons              | Álex Haro              | Ford Fiesta S2000       | 2:30:06.80             | +2:17.3                |                        |
| 4.                                | Jonathan Pérez         | Enrique Velasco        | Peugeot 207 S2000       | 2:30:19.90             | +2:30.4                |                        |
| 5.                                | Luca Betti             | Maurizio Barone        | Peugeot 207 S2000       | 2:31:15.10             | +3:25.6                |                        |
| 6.                                | Joan Vinyes            | Jordi Mercader         | Suzuki Swift S1600      | 2:34:05.50             | +6:16.0                |                        |
| 7.                                | Antonín Tlusťák        | Jan Škaloud            | Skoda Fabia S2000       | 2:34:45.80             | +6:56.3                |                        |
| 8.                                | Szymon Ruta            | Sebastian Rozwadowski  | Peugeot 207 S2000       | 2:37:19.60             | +7:00.1                |                        |
| 9.                                | Daniel Marbán          | Víctor Ferrero         | Mitsubishi Lancer Evo X | 2:37:44.60             | +9:55.1                |                        |
| 10.                               | Miguel Arias           | Roberto Arias          | Renault Twingo R2       | 2:45:03.60             | +17:14.1               |                        |
| 11.                               | Pablo Rey              | Miguel Uzal            | Suzuki Swift Sport      | 2:50:06.10             | +22:16.6               |                        |
| 12.                               | Surhayen Pernía        | Borja Odriozola        | Suzuki Swift Sport      | 2:50:38.60             | +22:49.1               |                        |
| Klasyfikacja ERC                  |                        |                        |                         |                        |                        |                        |
| 1. (5.)                           | Luca Betti             | Maurizio Barone        | Peugeot 207 S2000       | 2:31:15.1              | +0.0                   |                        |
| 2. (7.)                           | Antonín Tlusťák        | Jan Škaloud            | Škoda Fabia S2000       | 2:34:45.8              | +3:30.7                |                        |
| 3. (8.)                           | Szymon Ruta            | Sebastian Rozwadowski  | Peugeot 207 S2000       | 2:34:49.6              | +3:34.5                |                        |
| 4. (22.)                          | Giovanni Vergnano      | Samuele Perino         | Fiat 500 Abarth R3T     | 3:02:37.3              | +31:22.2               |                        |
| Klasyfikacja mistrzostw Hiszpanii |                        |                        |                         |                        |                        |                        |
| 1.                                | Miguel Ángel Fuster    | Ignacio Aviño          | Porsche 911 GT3         | 2:27:49.5              | 0.0                    |                        |
| 2.                                | Alberto Hevia          | Alberto Iglesias Pin   | Škoda Fabia S2000       | 2:28:16.20             | +26.7                  |                        |
| 3.                                | Xevi Pons              | Álex Haro              | Ford Fiesta S2000       | 2:30:06.80             | +2:17.3                |                        |
| 4.                                | Jonathan Pérez Suárez  | Enrique Velasco        | Peugeot 207 S2000       | 2:30:19.90             | +2:30.4                |                        |
| 5. (6.)                           | Joan Vinyes            | Jordi Mercader         | Suzuki Swift S1600      | 2:34:05.50             | +6:16.0                |                        |
| 6. (9.)                           | Daniel Marbán          | Víctor Ferrero         | Mitsubishi Lancer Evo X | 2:37:44.60             | +9:55.1                |                        |
| 7. (10.)                          | Miguel Arias           | Roberto Arias Álvarez  | Renault Twingo R2       | 2:45:03.60             | +17:14.1               |                        |
| 8. (11.)                          | Pablo Rey              | Miguel Uzal            | Suzuki Swift Sport      | 2:50:06.10             | +22:16.6               |                        |
| 9. (12.)                          | Surhayen Pernía        | Borja Odriozola        | Suzuki Swift Sport      | 2:50:38.60             | +22:49.1               |                        |
| 10. (13.)                         | Alberto Monarri        | Rodrigo Sanjuan        | Suzuki Swift Sport      | 2:51:01.5              | +23:12.0               |                        |